# Karl-Friedrich Stenner-Borghoff
Karl-Friedrich „Charly“ Stenner-Borghoff (* 18. Juli 1952 in Hemer) ist ein ehemaliger deutscher Eishockeyspieler, der unter anderem für den EC Deilinghofen in der Bundesliga aktiv war.

## Karriere
Karl-Friedrich Stenner-Borghoff begann seine Karriere beim EC Deilinghofen (ECD), in dessen Nachwuchsabteilung er ab der Spielzeit 1961/62 aktiv war. Mit dem Wechsel in den Seniorenbereich – ab der Saison 1970/71 wurde er in der Oberliga-Mannschaft des ECD eingesetzt – wurde er vom Mittelstürmer zum Flügelspieler umgeschult. Seine persönlich erfolgreichste Spielzeit war die Saison 1974/75, als er mit 36 Treffern in 36 Partien der beste Torschütze seiner Mannschaft wurde. Im Jahr 1977 stieg er mit dem ECD in die Bundesliga auf. Nach insgesamt neun Jahren für seinen Heimatverein verbrachte er ab 1979 jeweils ein Jahr beim EHC Essen und Herner EV, bevor er im Jahr 1981 noch einmal zum ECD zurückkehrte und abermals den Bundesliga-Aufstieg feiern konnte.
Anschließend war Stenner-Borghoff drei Jahre lang in Unna tätig, zunächst beim Königsborner SV und ab 1983 beim EHC Unna. In der Saison 1984/85 stand er dort allerdings nicht auf dem Eis, sondern als Cheftrainer hinter der Bande. Er führte die Mannschaft zum Oberliga-Aufstieg und wechselte dann zum EC Bergkamen, bei dem er als Spielertrainer tätig war. Weitere Stationen als Trainer waren dann die ESF Iserlohn in der Saison 1990/91 sowie der ASV Hamm, mit dem er in der Spielzeit 1992/93 ins Regionalliga-Finale einzog und ein Jahr später als Aufsteiger die Meisterrunde der Oberliga erreichte. Sein Nachfolger in Hamm wurde anschließend sein langjähriger Sturmpartner Dieter Brüggemann.

## Erfolge und Auszeichnungen
- 1977 Aufstieg in die Bundesliga mit dem EC Deilinghofen
- 1982 Aufstieg in die Bundesliga mit dem ECD Iserlohn
- 1985 Aufstieg in die Oberliga mit dem EHC Unna (als Trainer)
- 1986 Aufstieg in die Regionalliga mit dem EC Bergkamen (als Spielertrainer)
- 1993 Aufstieg in die Oberliga mit dem ASV Hamm (als Trainer)

## Karrierestatistik
(Legende zur Spielerstatistik: Sp oder GP = absolvierte Spiele; T oder G = erzielte Tore; V oder A = erzielte Assists; Pkt oder Pts = erzielte Scorerpunkte; SM oder PIM = erhaltene Strafminuten; +/− = Plus/Minus-Bilanz; PP = erzielte Überzahltore; SH = erzielte Unterzahltore; GW = erzielte Siegtore; 1 Play-downs/Relegation; Kursiv: Statistik nicht vollständig)

## Persönliches
Nach seiner Eishockeykarriere hat Karl-Friedrich Stenner-Borghoff mehrere Ehrenämter übernommen. Von 1995 bis 2013 war er Oberst des Schützenvereins BSV Deilinghofen, den er im Jahr 1987 als Schützenkönig regiert hatte. Im Jahr 2013 wurde er zum Ehrenoberst ernannte. 2019 wurde ihm die „Kölner Medaille“ des Westfälischen Schützenbundes verliehen. Seit 1994 ist Stenner-Borghoff Mitglied der CDU, für die er sich seit 2007 als Sachkundiger Bürger und seit 2014 als Ratsherr lokalpolitisch engagiert. Zudem ist er seit dessen Gründung im Jahr 2003 Vorsitzender des Kultur- und Heimatvereins Deilinghofen. Für sein vielfältiges Engagement wurde er im Jahr 2006 mit dem Ehrenbrief der Stadt Hemer ausgezeichnet.